# کلیسای گریگور روشنگر، آنی
کلیسای گریگور روشنگر (آنی) یا کلیسای گاگیکاشن (به ارمنی Անիի Գրիգոր Լուսավորչի տաճար - به انگلیسی KING GAGIK'S CHURCH OF SAINT GREGORY)، کلیسایی است متعلق به ارمنیان که شروع ساخت آن در سال ۱۰۰۱ میلادی است و در سال ۱۰۱۰ میلادی به پایان رسیده است. این کلیسا در آنی (شهر باستانی) نزدیکی شهر استان قارص در ترکیه، (ارمنستان غربی) می‌باشد.

## تاریخ
کلیسای گریگور روشنگر توسط معمار معروف ارمنی به نام تردات و به فرمان پادشاه باگراتونی؛ گاگیک اول ساخته شده است. ساخت این کلیسا در سال ۱۰۰۱ میلادی آغاز و در سال ۱۰۱۰ میلادی به پایان رسید. معماری این کلیسا بسیار شبیه کلیسای زوارتنوتس است.

## نگارخانه

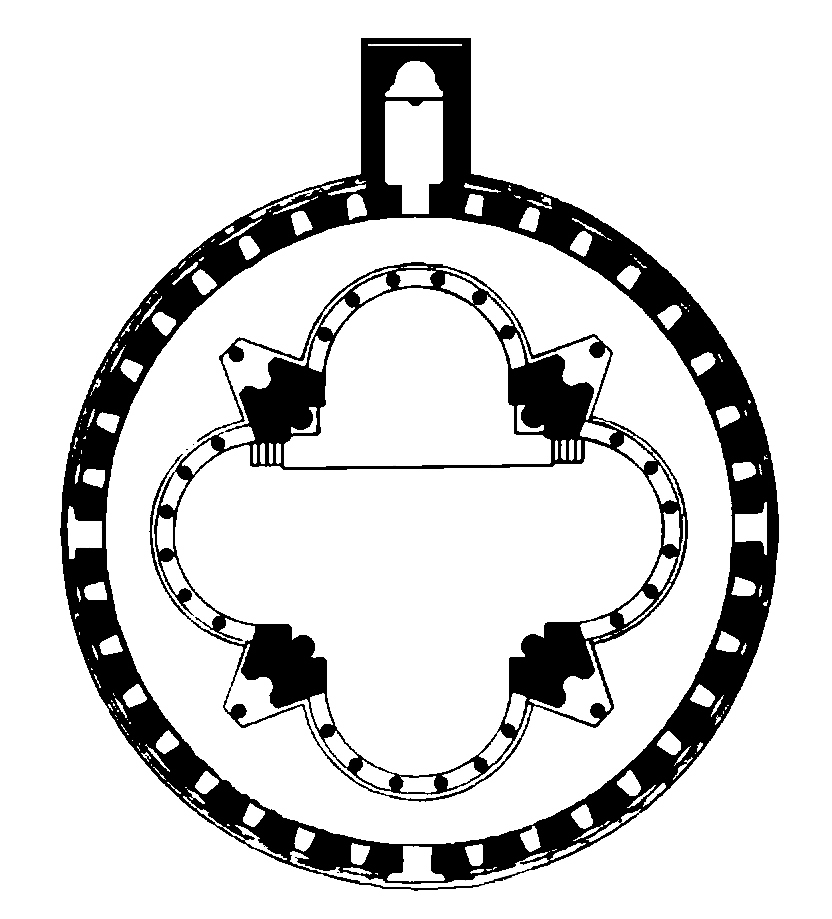
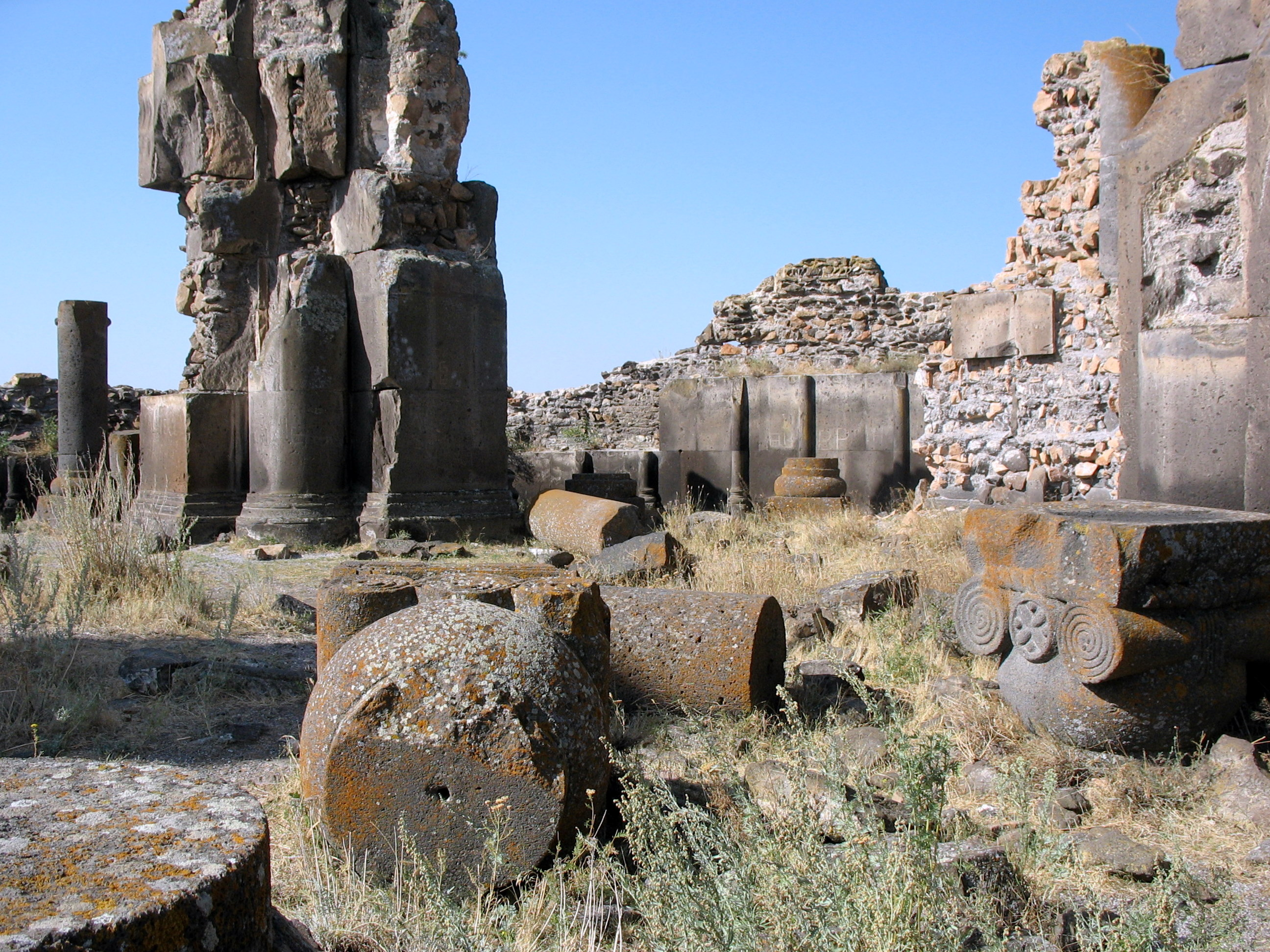
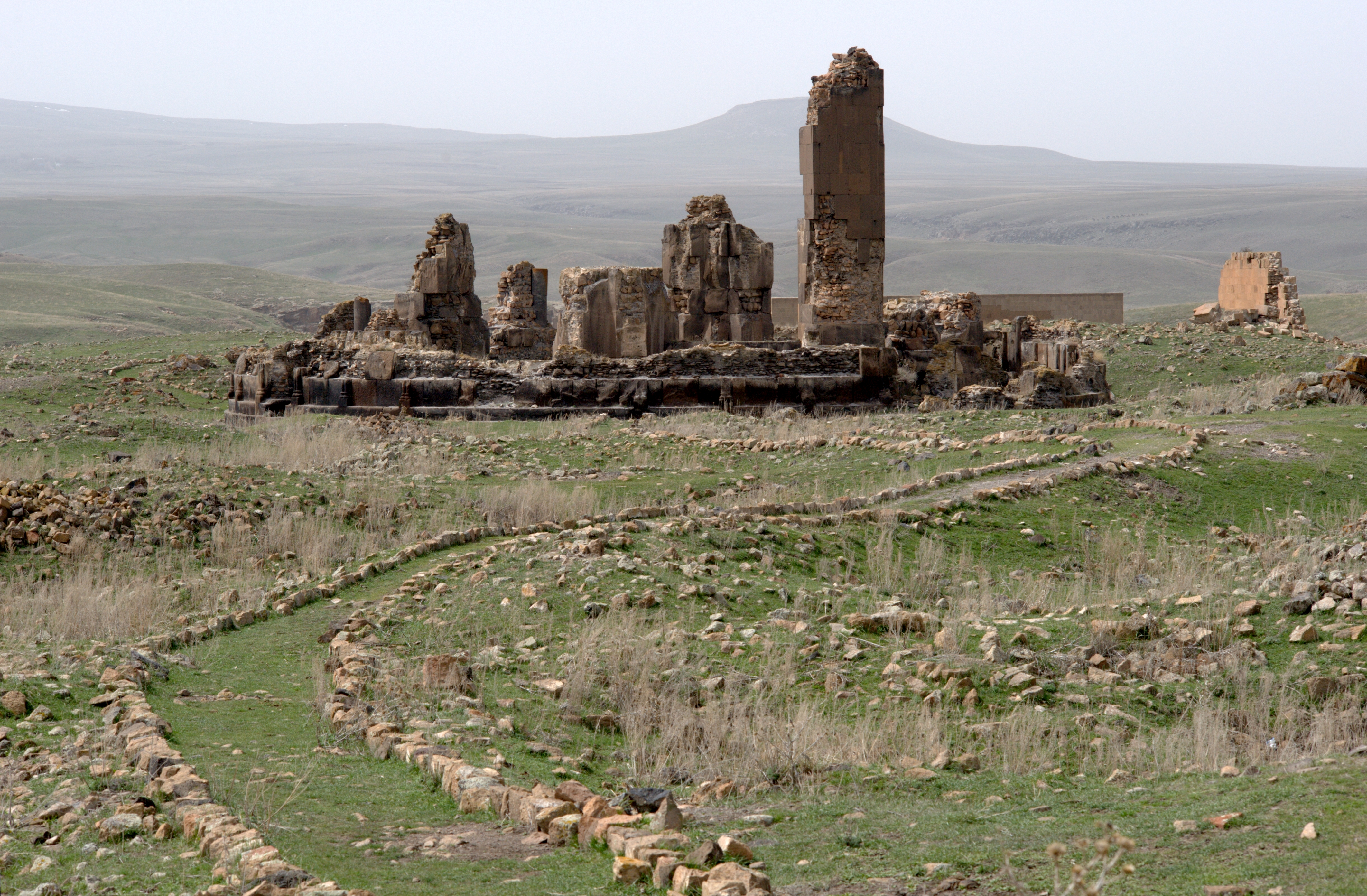